# Lev Danilovič
Lev Danilovič ili Lev I. Galickij (ukr. Лев Данилович); (1228.—1301.); je ukrajinski srednjovjekovni knez i kralj Rusi-Ukrajine u sklopu Galičko-Volinjskog Kraljevstva. Sin kralja Danila Romanoviča, Lev je imao dinstijske veze s Ugarskom kroz svoj brak s kćerkom Bele IV. kneginjom Konstanzom. Naslijedio je zemlje Galicije i Peremišlja te grad Belz od svog pokojnog oca 1264. godine kada ujedno započinje njegova politička vladavina. Nakon 1269. pod njegovom kontrolom su se također našle Holmska i Dorogičinska zemlja, a 1272. premješta svoje političko središte iz grada Galiča u Ljviv. Ljviv pod njegovom upravom postaje važno srednjovjekovno kulturno i političko središte središnje Europe i srednjovjekovne Ukrajine.
Za svoga života Lev je vodio vrlo dinamične ratove protiv Litavaca (1275., 1277.) i Poljaka (1280., 1283., 1286. – 8.), a jedan sukob je imao i s ugarskom vojskom 1285. godine. Stvorio je vojni sporazum s češkim kraljem Vjenceslavom II. u namjeri da zauzme pojedine teritorije u istočnoj Poljskoj, koje je prethodno izgubila Kijevska Rus', uključujući i susjedne etnički poljske prostore poput grada Krakova. Lev je svome kraljevstvu 1280. pripojio i dio današnjeg Zakarpatja, uključujući grad Mukačiv, te dio Lublinske zemlje 1292. godine. S njemačkim Teutonskim redom i Ugarima je relativno mirno surađivao te im je pomagao da steknu stabilnu kontrolu na njihovim prostorima. Njegovu kraljevsku krunu naslijedio je njegov sin Jurij Ljvivič.

## Vanjske poveznice
- Genologija kralja Leva Daniloviča. (rus.)
- Galičko-Volinjska kneževina na prijelazu sa 13. na 14. stoljeće. (ukr.)
- Povijest Galičko-Volinjske kneževine. (rus.)